# هنري الخامس (مسرحية)

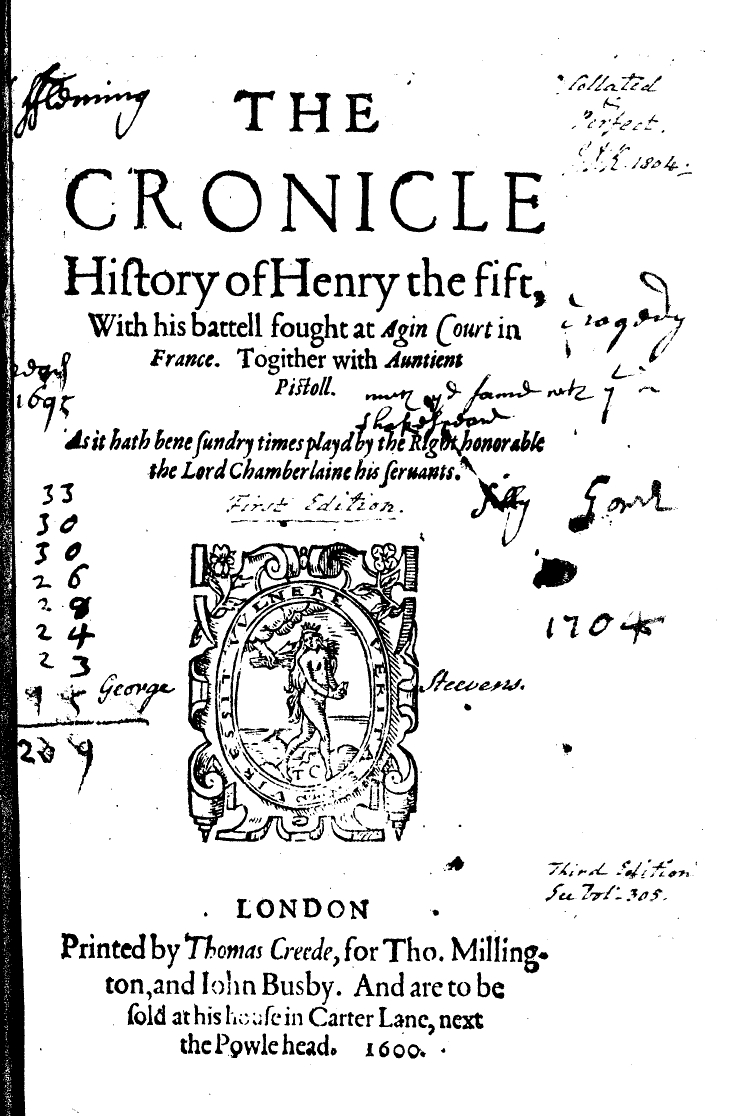

مسرحية لشكسبير تتكون من خمسة فصول تندرج ضمن المرحلة التاريخية في مسيرة شكسبير المسرحية التي أعاد فيها تسطير التاريخ إنجليزي من خلال حياة البلاط في أواخر العصور الوسطى.
في هذه المسرحية يتناول شكسبير الحملة الإنجليزية لاحتلال فرنسا في عهد هنري الخامس وقد حملت في طياتها نبرة تهكمية تجاه التهور الإنجليزي.